# Mei 1936
| Deze maand                                                                                                   |
| --- |
| - Haile Selassie vlucht naar het buitenland - Ethiopië in Italiaanse handen - Links wint Franse verkiezingen |

De volgende gebeurtenissen speelden zich af in mei 1936. Sommige gebeurtenissen kunnen één of meer dagen te laat zijn vermeld doordat ze op de datum staan aangegeven waarop ze in het nieuws kwamen in plaats van de datum waarop ze daadwerkelijk plaatsvonden.
- 2: Generaal Lopez Contreras, president van Venezuela, vormt een nieuwe regering.
- 2: Haile Selassie vlucht uit Addis Abeba.
- 2: In Egypte worden parlementsverkiezingen gehouden. De zetelverdeling is vooraf al grotendeels door de partijen beklonken. De Wafd-partij behaalt 163 van de 217 zetels.

Uitslag Franse verkiezingen

- 3: Bij de tweede ronde van de verkiezingen in Frankrijk is het Volksfront, een samenwerkingsverband van socialisten, communisten en radicalen, de grote winnaar.
- 5: Haile Selassie komt aan in Djibouti.
- 5: Italiaanse troepen bezetten Addis Abeba. Italië verklaart dat de Italiaans-Abessijnse oorlog ten einde is, en Ethiopië nu onder Italiaans bestuur staat.
- 6: De regering van Oostenrijk beveelt ontbinding van de Bond van Groot-Duitsers, een pro-nazistische politieke beweging die de Anschluss bepleit.
- 6: José Antonio Primo de Rivera, de leider van de Falange Española en 10 van zijn aanhangers, die waren gearresteerd wegens overtreding van het verbod op fascistische organisaties, worden vrijgesproken omdat de rechtbank dit verbod onwettig verklaart.
- 7: De staten van de Kleine Entente (Tsjechoslowakije, Joegoslavië en Roemenië) bevestigen hun bestaande politiek, inhoudende een vasthouden aan bestaande grenzen en verdragen, en het tegengaan van een eventuele terugkeer van het huis Habsburg.
- 8: Haile Selassie komt aan in Palestina.
- 9: Koning Victor Emanuel wordt door Mussolini tot keizer van Ethiopië uitgeroepen. Maarschalk Pietro Badoglio wordt benoemd tot gouverneur-generaal en onderkoning.
- 9: De LZ129 "Hindenburg" voltooit zijn eerste oversteek van Europa naar Noord-Amerika in een recordtijd van 62 uur.
- 9-10: De zeven 'neutrale landen' (Zweden, Noorwegen, Denemarken, Nederland, Finland, Spanje en Zwitserland) bespreken de politieke situatie. Ze bevestigen hun trouw aan de Volkenbond.
- 11: De Franse socialistische leider en vermoedelijke premier Léon Blum ontvouwt zijn politieke ideeën:
  - geen devaluatie van de frank
  - strijd tegen het fascisme
  - versterking van de Volkenbond en bevordering van de vrede
  - bestrijding van de werkloosheid door een programma van openbare werken
- 11: Manuel Azaña wordt gekozen tot president van Spanje.
- 11: De gebouwen van de Koninklijke Stearine Kaarsenfabriek in Gouda worden door brand verwoest.
- 12: De Volkenbondscommissie betreffende het Italiaans-Ethiopische conflict komen voorlopig niet bijeen, en de sancties tegen Italië blijven daarom van kracht.
- 13: In Spanje wordt een nieuwe regering gevormd onder leiding van Casares Quiroga. Hij volgt Manuel Azaña op, die tot president is benoemd.
- 15: De Koloniale Staten van Suriname verwerpen de begroting, dit als protest tegen het feit dat zij onvoldoende gehoord worden in zaken die de kolonie aangaan.
- 15: In Egypte wordt een nieuwe regering gevormd onder leiding van Nahas Pasja. Het bevat enkel leden van de door hem geleide Wafd-partij.
- 15: In Oostenrijk treedt de regering van bondskanselier Kurt von Schuschnigg af. Hij vormt ook een nieuwe regering, waarin (voormalig) vicekanselier Ernst von Starhemberg geen zitting heeft.
- 15: De Poolse regering-Kościałkowski treedt af. Generaal Składkowski wordt gevraagd een nieuwe regering te vormen.
- 15: Amy Mollison keert terug in Croydon na een solovlucht Engeland-Kaapstad-Engeland. Zowel op de heenvlucht (3d17u38m) als op de terugvlucht (4d16u18m) verbeterde ze het bestaande record van Tommy Rose.
- 15: Guatemala stapt uit de Volkenbond.
- 16: De autonome status van Catalonië wordt hersteld.
- 18: In de Verenigde Staten worden de Resettlement Administration en de Guffey Coal Act ongrondwettig verklaart.
- 19: De Wetgevende Yuan keurt de ontwerp-grondwet van China goed.
- 23: De Britse minister van koloniën James Henry Thomas treedt af. Hij was in opspraak gekomen nadat een aantal personen, waaronder zijn eigen zoon, misbruik hadden gemaakt van voorkennis van een verhoging van de theebelasting voordat deze in het Lagerhuis werd ingebracht.
- 24: Bij parlementsverkiezingen in België is Rex de grote winnaar, en komt van niets op 21 (van de 202) Kamerzetels. De Katholieke Partij verliest 16 zetels en komt op 63, waardoor de Belgische Werkliedenpartij met 70 zetels de grootste partij wordt. Bij de Senaat zijn de resultaten vergelijkbaar.
- 24: De Nederlandse bisschoppen verklaren dat vooraanstaande leden van de NSB het sacrament geweigerd dient te worden.
- 26: Het Belgische kabinet-Van Zeeland treedt af.
- 27 - Het Britse passagiersschip Queen Mary wordt in de vaart genomen.
- 29: In verband met artikel gericht tegen Léon Blum die beledigend en staatsgevaarlijk werden geacht, wordt Charles Maurras, een van de hoofdredacteuren van de Action Française tot drie maanden gevangenisstraf veroordeeld wegens aanzetting tot moord.
- 29: De kroningsdatum van koning Eduard VIII wordt vastgesteld op 12 mei 1937.
- 30: De Britse minister van openbare werken William Ormsby-Gore wordt benoemd tot minister van koloniën. Hij volgt de afgetreden James Henry Thomas op.

En verder:
- Faroek I wordt tot koning van Egypte uitgeroepen.
- In Bulgarije wordt een wet voorbereid die het burgerlijk huwelijk invoert. De geestelijkheid protesteert fel.
- In Bolivia vindt een militaire staatsgreep plaats. President José Luis Tejada Sorzano wordt afgezet. Kolonel David Toro wordt de nieuwe president, luitenant-kolonel Germán Busch neemt tot diens terugkeer de macht in handen.
- In Frankrijk vinden grootschalige stakingen plaats in de metaal- en auto-industrie.

<< · januari · februari · maart · april · mei · juni · juli · augustus · september · oktober · november · december · >>